# Phasmomyrmex
Phasmomyrmex é um gênero de insetos, pertencente a família Formicidae.

## Espécies
- Phasmomyrmex aberrans
- Phasmomyrmex buchneri
- Phasmomyrmex paradoxus
- Phasmomyrmex wolfi